# Speak Now

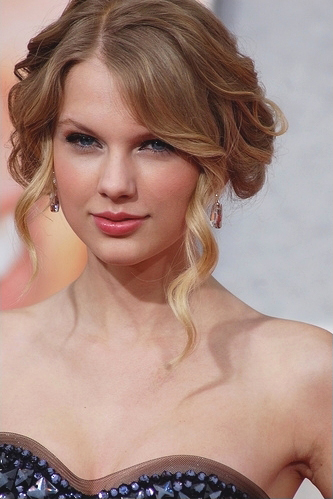
Taylor Swift

Speak Now és el tercer disc de la cantant estatunidenca Taylor Swift, produït per Nathan Chapman i Taylor Swift. Aquest disc és especial perquè cada cançó té un missatge especial per a algú de la vida de la cantant

## Cançons
A continuació del títol es troba el missatge
- Mine ==> Toby
- Sparks Fly ==> Portland Oregon
- Back to December ==> Tay
- Speak Now ==> You always regret what you don't say (Sempre lamentes el que no dius)
- Dear John ==> Loved you from the very first day (Et vaig estimar des del primer dia)
- Mean ==> I thought you got me (Pensava que em tenies)
- The story of us ==> CMT Awards
- Never grow up ==> Moved out in July (Em vaig traslladar al Juliol)
- Enchanted ==> Adam
- Better than Revenge ==> You thought I would forget (Creies que m'oblidaria)
- Innocent ==> Life is full of little interruptions (La vida és plena de petites interrupcions)
- Haunted ==> Still to this day (Encara avui dia)
- Last Kiss ==> Forever and always (Per sempre i sempre)
- Long Live ==> For you (Per tu)

## Speak Now Deluxe Edition
Speak Now Deluxe Edition és el títol de la reedició del quart disc de la cantant nord-americana Taylor Swift. Totes les cançons estan escrites per ella mateixa.
Aquest disc conté les mateixes cançons que el disc Speak Now més un CD que conté cançons extres.

### Cançons
- Ours
- If this was a movie
- Superman
- Back to December (acústic)
- Haunted (acústic)
- Mine (acústic)
- Back to December(versió EUA)
- The story of us(versió EUA)
- "On the set":Behind the Scenes "Mine" Music Video
- "Mine" Music Video"

Al contrari que les cançons del primer CD aquestes no tenen cap missatge per ningú.